# Amblin Television
Amblin Television – amerykańska wytwórnia telewizyjna, oddział przedsiębiorstwa Amblin Partners.
Wytwórnia została założona 31 lipca 1984 przez Stevena Spielberga, Kathleen Kennedy i Franka Marshalla, założycieli niezależnej wytwórni filmowej Amblin Entertainment.
Wyprodukowała takie seriale jak m.in. Przygody Animków, Animaniacy, SeaQuest, Ostry dyżur, Wrogie niebo i Zawód: Amerykanin.
W 2012 DreamWorks Television połączyła się z Amblin Television, po fuzji Darryl Frank i Justin Falvey zostali mianowani współprzewodniczącymi Amblin. Od tego czasu Amblin wyprodukowała takie programy telewizyjne jak m.in. Rodzina Borgiów, Pod kopułą, Nawiedzony dom na wzgórzu i Roswell, w Nowym Meksyku.